# Ion Bitzan
Ion Bitzan (* 23. August 1924 in Limanu, Kreis Constanța; † 15. September 1997 in Bukarest) war ein rumänischer Maler und Objektkünstler.

## Leben
Bitzan wurde als Sohn armer Bauern in der Dobrudscha geboren. 1945–1951 studierte er am Institutul de Arte Plastice Nicolae Grigorescu in Bukarest als Schüler von Jean Alexandru Steriadi. 1963–1977 war er Assistenzprofessor bzw. Dozent an diesem Institut, wo er 1969 gemeinsam mit anderen eine Abteilung für Design gründete. Zeitweise arbeitete er auch in Amsterdam. Beim Erdbeben 1977 wurde er verletzt, sein Studio wurde zerstört, doch rettete er viele Bilder. 1977–1990 hielt er eine Professur für industrielles Produktdesign am Institutul de Arte Plastice Nicolae Grigorescu. 1981 war er Gastprofessor an mehreren amerikanischen Universitäten, 1990–1997 Professor für Design und Dekan an der Kunstakademie Bukarest. 
Bitzan war seit 1965 mit Viky Tantas verheiratet, mit der er eine Tochter hatte. Irina Bitzan leitet heute die Bitzan-Stiftung. 
1997 starb Bitzan an Leukämie.

## Werk
Unter höchstem ideologischen Druck suchte Bitzan stets Alternativen zum sozialistischen Realismus. In den frühen 1950er Jahren knüpfte er mit Darstellungen aus dem bäuerlichen Leben an die realistische Malerei der Vorkriegszeit an. 1957–1969 entwickelte er Varianten eines sozialistischen Modernismus und orientierte sich dabei u. a. an Renato Guttuso. Die Arbeiten dieser Phase war durch starke Farbigkeit und Reduktion auf wenige Bildelemente gekennzeichnet. Nach der kulturpolitischen Öffnung Rumäniens repräsentierte er 1964 sein Land auf der Biennale di Venezia, 1967, 1969 und 1981 auf der Biennale von São Paulo.
Seit Mitte der 1970er Jahre war er genötigt, sich dem Zwang zum zunehmenden Personenkult anzupassen. Bis in die späten 1980er Jahre entstanden so auch einige monumentale Bilder von Nicolae Ceaușescu und seiner Ehefrau vor städtischen oder Industriepanoramen. Nur die Porträts des Herrscherpaares sind deutlich herausgearbeitet; die grüßenden Menschen sind nur angedeutet, farblich verfremdet, extrem verkleinert und bilden eine gesichtslose Masse. 
Gleichzeitig malte Bitzan privat zahlreiche abstrakt-geometrische Bilder in Pastellfarben und schuf vom Dadaismus beeinflusste Collagen, Buchobjekte und Installationen im Stil der Concept Art. 1980 stellte er im Salon de Paris, 1981 im Museum of Modern Art New York und 1964 1997 auf der Biennale Venedig aus. 2017 fand eine Retrospektive seiner Arbeiten unter dem Titel Prisoners of the avant-garde im Nationalen Museum für zeitgenössische Kunst Bukarest statt.
Bilder Bitzans befinden sich u. a. im Museum of Modern Art, in der Kunsthalle Hamburg, in der Scottish National Gallery of Modern Art Edinburgh und im Stedelijk Museum Amsterdam.

## Werke
- Armoniu cromatic (1980), Buchobjekt
- Sanzienele (1996), Installation, und The Library (1997), Installation, ausgestellt auf der Biennale Venedig 1997